# うつくしま百名山
うつくしま百名山（うつくしまひゃくめいざん）は、1998年（平成10年）に福島テレビが開局35周年を記念して選定した福島県内各地域を代表する名山。選定委員長は福島県三春町出身の登山家・田部井淳子。その最高峰は標高2356 m の燧ヶ岳。

## 一覧

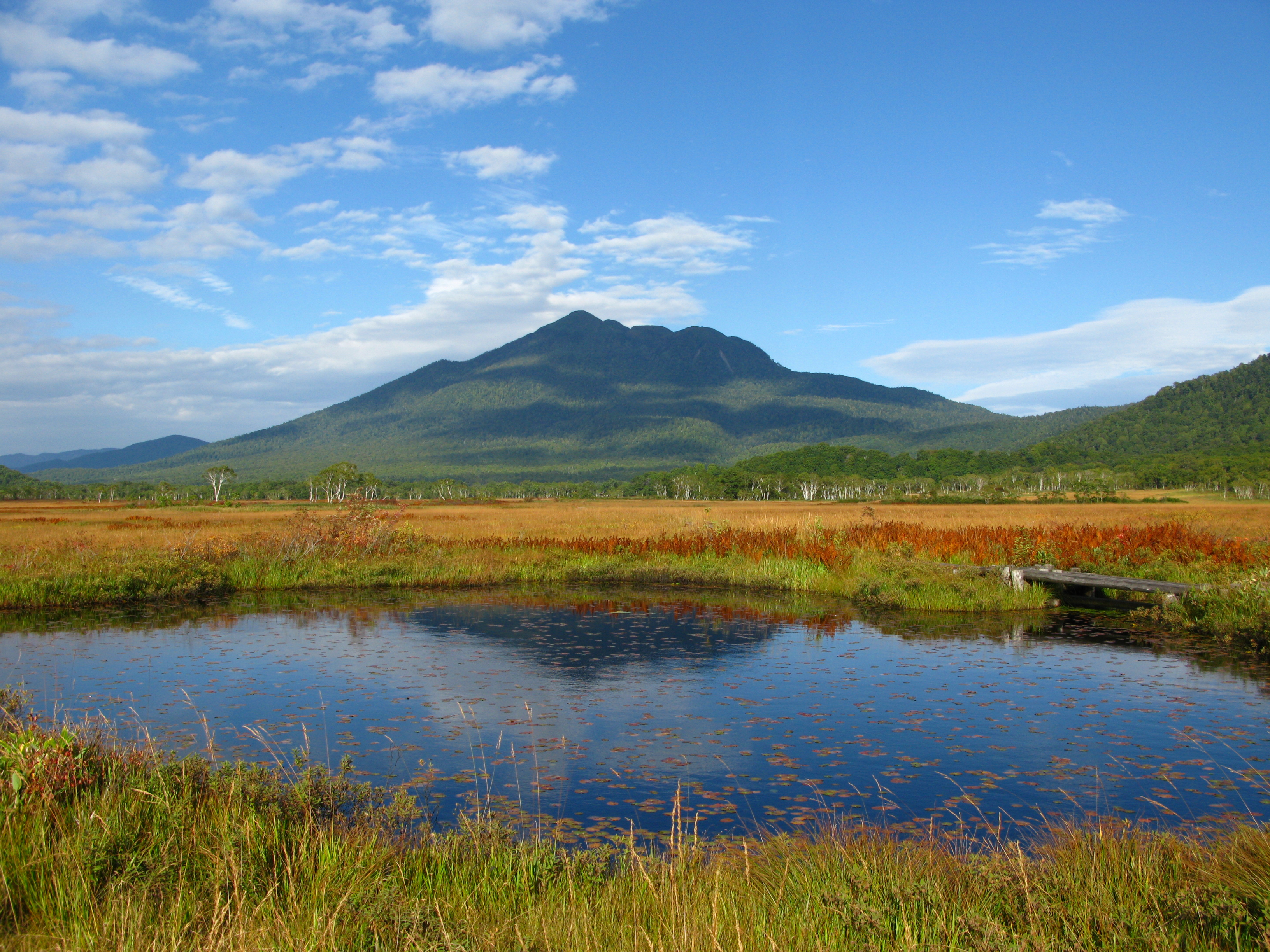
福島県の最高峰の燧ヶ岳

- （百） … 日本百名山
- （二百） … 日本二百名山
- （三百） … 日本三百名山
- （東北） … 東北百名山
- （新） … 新日本百名山

会津
- 西吾妻連峰（百）（東北）（新）
- 川桁山
- 磐梯山（百）（東北）（新）
- 雄国山
- 猫魔ヶ岳・厩岳山
- 大仏山
- 飯森山・鉢伏山
- 飯豊連峰（百）（東北）
- 鏡山
- 高陽山
- 黒森山
- 鳥屋山
- 須刈岳
- 飯谷山
- 三坂山
- 本名御神楽（東北）
- 惣山
- 白鳳三山
- 背炙山
- 大戸岳
- 明神ヶ岳
- 志津倉山
- 博士山（東北）
- 小野岳（東北）
- 中山
- 斎藤山
- 御前ヶ岳
- 金石ヶ鳥屋山
- 高森山
- 蒲生岳（東北）
- 浅草岳（三百）（東北）・鬼ヶ面山
- 会津朝日岳（二百）（東北）
- 唐倉山
- 七ヶ岳（三百）（東北）
- 荒海山（三百）（東北）
- 佐倉山
- 大嵐山
- 田代山・帝釈山（二百）（東北）
- 三ッ岩岳（東北）・窓明山
- 会津駒ヶ岳（百）（東北）・中門岳
- 燧ヶ岳（百）（東北）

中通り
- 東吾妻連峰
- 安達太良連峰（百）（東北）（新）
- 額取山（東北）
- 高旗山
- 笠ヶ森山
- 高土山
- 権太倉山
- 二岐山（三百）（東北）
- 小白森山・大白森山
- 甲子山
- 流石山・大倉山・三倉山
- 赤面山
- 三本槍岳（東北）
- 厚樫山
- 半田山
- 信夫山
- 羽山
- 霊山 （東北）（新）
- 虎捕山
- 女神山
- 千貫森
- 花塚山
- 木幡山
- 口太山
- 麓山
- 日山
- 五十人山
- 鎌倉岳（常磐）（東北）
- 移ヶ岳
- 片曽根山
- 桧山
- 大滝根山（三百）
- 高柴山
- 矢大臣山
- 宇津峯
- 蓬田岳（東北）
- 鎌倉岳（竹貫）
- 烏峠
- 関山
- 天狗山
- 小富士山
- 矢祭山
- 八溝山（三百）

浜通り
- 鹿狼山
- 羽黒山
- 野手上山
- 国見山
- 懸の森山
- 手倉山
- 十万山
- 日隠山
- 大倉山
- 五社山
- 鬼ヶ城山
- 三森山
- 二ッ箭山（東北）
- 水石山
- 湯ノ岳
- 明神山

## 登山
うつくしま百名山に選定されて以降、多くのハイカーが訪れるようになったため、ほとんどの山では登山道や駐車場、案内板の整備が行き届いている。